# Handa (Aichi)
Handa (japanisch 半田市, Handa-shi) ist eine Küstenstadt in der Präfektur Aichi, etwa 40 km südlich von Nagoya, auf Honshū, der Hauptinsel von Japan, zwischen der Mikawa-Bucht und der Ise-Bucht gelegen. Sie ist ein wichtiges Handelszentrum, mit Schiffbau als Hauptindustriezweig.

## Geschichte
In der Edo-Zeit war Handa ein blühender Hafen, der von Transportschiffen (廻船; Kaisen) angelaufen wurde.
Die kreisfreie Stadt (shi) Handa wurde am 1. Oktober 1937 aus den kreisangehörigen Städten (chō) Handa (半田町), Kamezaki (亀崎町) und Narawa (成岩町) gebildet. Seither wurde die Stadt von zwei größeren Erdbeben, einem Taifun und einer Überschwemmung heimgesucht.
Der Tempel Jōraku-ji (常楽寺) besitzt einen Steigbügel, der von Tokugawa Ieyasu geschenkt wurde, als der Tempel ihn nach dem Honnōji-Zwischenfall auf dem Weg nach Okazaki aufnahm.

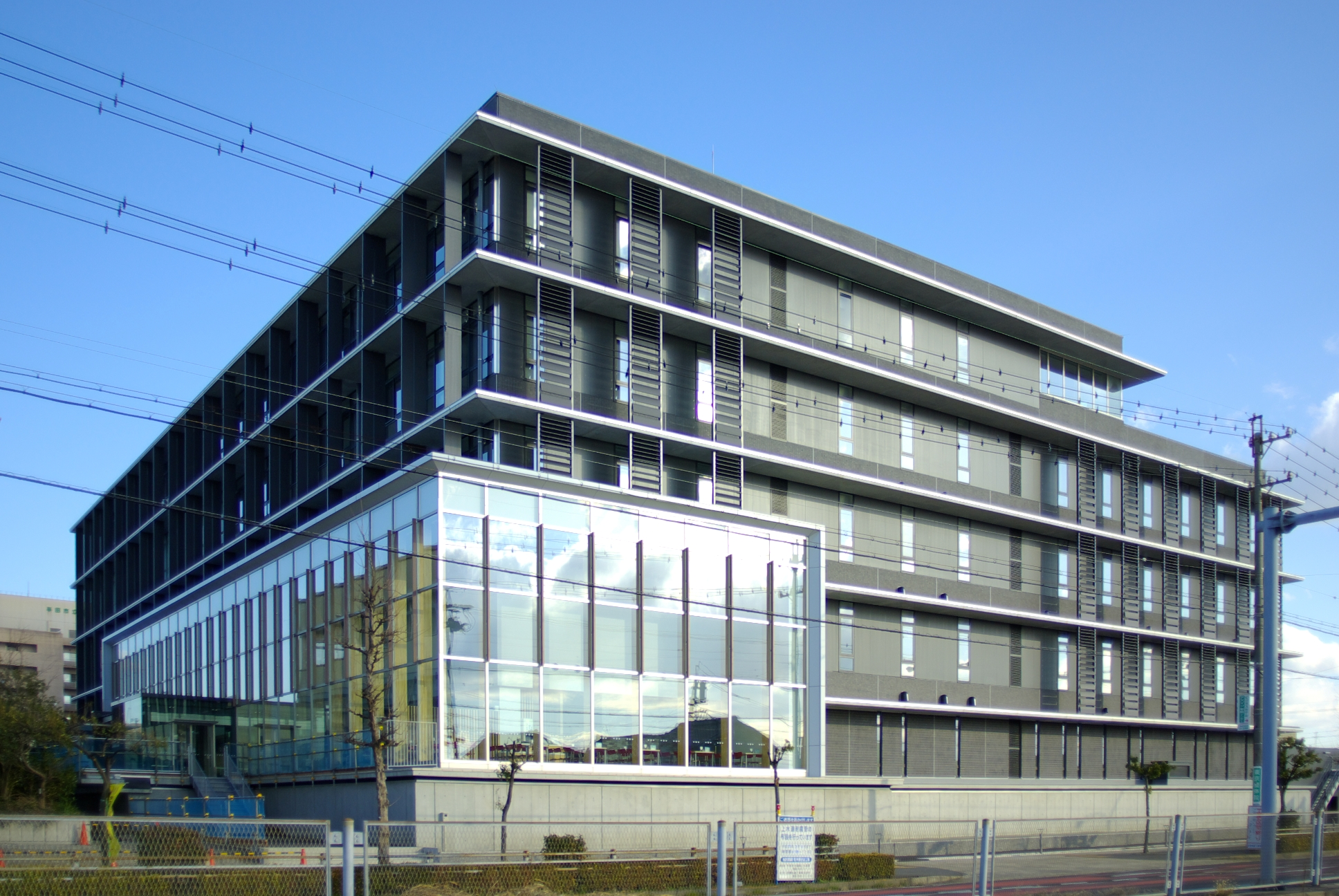
Handa City Hall

## Wirtschaft
Handa ist heute der größte Produzent von Essig in Japan. Weitere Erwerbszweige sind Sake- und Soyasoßen-Brauerei, Textilien, darunter solche aus Chita-Baumwolle, Stahl und Maschinenbau. Gartenanbau auf den Hügeln ist auf das Wasser vom Aichi-Kanal angewiesen. Die Stadt gehört zu den Produktionsstätten von Tokoname-Keramik.

## Persönlichkeiten
- Nankichi Niimi (1913–1943), Schriftsteller
- Satoru Akahori (* 1965), Schriftsteller

## Verkehr
Die Stadt Handa wird von zwei Bahnlinien erschlossen, einerseits von der Taketoyo-Linie von JR Central, andererseits von der Meitetsu Kōwa-Line der Bahngesellschaft Meitetsu. Der wichtigste Bahnhof ist Chita Handa an der Kōwa-Line. Von der Taketoyo-Linie zweigte die Handa-Linie der Bahngesellschaft Kinuura Rinkai Tetsudō ab, die ausschließlich dem Güterverkehr dient. Darüber hinaus führen die Nationalstraßen 247 und 366 durch Handa.

## Partnerstädte
Handa listet folgende drei Partnerstädte auf:
| Stadt          | Land                         | seit | Typ                |
| -------------- | ---------------------------- | ---- | ------------------ |
| Midland        | Michigan, Vereinigte Staaten | 1981 | Schwesterstadt     |
| Port Macquarie | New South Wales, Australien  | 1990 | Schwesterstadt     |
| Xuzhou         | Jiangsu, Volksrepublik China | 1993 | Städtefreundschaft |

## Angrenzende Städte und Gemeinden
- Takahama
- Tokoname
- Hekinan